# Redfield (Texas)
Redfield es un lugar designado por el censo ubicado en el condado de Nacogdoches en el estado estadounidense de Texas. En el Censo de 2010 tenía una población de 441 habitantes y una densidad poblacional de 101,84 personas por km².

## Geografía
Redfield se encuentra ubicado en las coordenadas 31°40′45″N 94°39′47″O / 31.67917, -94.66306. Según la Oficina del Censo de los Estados Unidos, Redfield tiene una superficie total de 4.33 km², de la cual 4.32 km² corresponden a tierra firme y (0.3%) 0.01 km² es agua.

## Demografía
Según el censo de 2010, había 441 personas residiendo en Redfield. La densidad de población era de 101,84 hab./km². De los 441 habitantes, Redfield estaba compuesto por el 80.95% blancos, el 12.02% eran afroamericanos, el 0% eran amerindios, el 0% eran asiáticos, el 0% eran isleños del Pacífico, el 6.12% eran de otras razas y el 0.91% pertenecían a dos o más razas. Del total de la población el 19.73% eran hispanos o latinos de cualquier raza.